# Đường dẫn âm
Đường dẫn âm (tiếng Anh: Vocal tract) là khoảng trống trong cơ thể người và động vật, nơi âm thanh được tạo ra tại nguồn âm thanh (thanh quản ở động vật có vú; ống tiêu ở các loài chim) và sau đó được lọc.
Ở chim, đường tiếng bao gồm khí quản, ống tiêu, khoang miệng, phần trên của minh quản, và mỏ. Ở động vật có vú, nó gồm khoang thanh quản, cổ họng, khoang miệng và khoang mũi.
Chiều dài trung bình của đường tiếng ở nam giới là 16,9 cm và ở nữ giới là 14,1 cm.